# Michel Martelly
Michel Martelly (Port-au-Prince, 1961. február 12. –) haiti politikus, az ország elnöke 2011 és 2016 között.

## Pályafutása
Martelly az Egyesült Államokban tanult. Sikeres dalszerző és énekes volt, mielőtt 2010-ben a politika felé fordult az érdeklődése, és bejelentette, hogy indul az elnökválasztáson. A 2010. november 28-án megtartott választás első fordulóján először Mirlande Manigat-t és Jude Célestint mondták ki győztesnek, és így ők indultak volna a második fordulóban, de azután választási csalásra derült fény, és a választási bizottság végül úgy döntött, hogy Célestin helyett Martelly lesz a második fordulóban Manigat ellenfele. Martelly fölényes győzelmet aratott, és 2011. május 14-én beiktatták elnöknek.
Elnöksége alatt Martelly a 2010-es haiti földrengés okozta károk elhárítására összpontosított. Többször került összetűzésbe a parlamenttel, és miután a parlament mandátuma úgy járt le, hogy nem sikerült megállapodni az új választás időpontjában, Martelly rendeleti úton kormányzott. Az alkotmány nem tette lehetővé, hogy másodszor is induljon az elnökválasztáson, így az általa kijelölt, kevéssé ismert Jovenel Moïse lett pártjának elnökjelöltje. Az elnökválasztást ismét botrányok és erőszakos megmozdulások kísérték, de végül Moïse lett az ország új elnöke.